# Hans Bauer (Biologe)
Hans Gustav Emil Bauer (* 27. September 1904 in Hamburg; † 5. Januar 1988 ebenda) war ein deutscher Biologe und Genetiker.

## Leben
Hans Bauer wurde 1931 summa cum laude bei Alfred Kühn in Göttingen promoviert. Bis 1932 hatte er eine unbezahlte Praktikantenstelle am Hamburger Institut für Schiffs- und Tropenkrankheiten. 
Von dort bekam er engeren Kontakt zu Emil Heitz am Institut für Allgemeine Botanik in der Hamburger Jungius-Straße. Gemeinsam veröffentlichten sie 19933 den Nachweis, dass die Riesenschleifen in großen Zellkernen Polytänchromosomen sind.
Aus der gemeinsamen Forschungsarbeit war allerdings keine Freundschaft entstanden. Die Distanz deutete Heitz in einer Fußnote an, die er zur nachfolgenden Veröffentlichung seines ehemaligen Koautors für nötig hielt. Zu den Oozyten des Wasserkäfers ist zu lesen: „Soeben hat Bauer (1933) über eine Art partieller Heteropyknose in den Oocyten-Kernen von Dityscus marginatus berichtet. Meine Feststellungen über partielle Heteropyknose bei Drosophila funebris, D. melanogaster und Scatophila unicornis liegen zeitlich vor denjenigen Bauers an Dityscus, was aus seiner Darstellung nicht eindeutig hervorgeht.“
Ab 1933 war Bauer Assistent bei Max Hartmann am Kaiser-Wilhelm-Institut für Biologie in Berlin-Dahlem. Zum 1. Juli 1933 trat Bauer in die SS ein. Dies dürfte ihn noch mehr vom sozialdemokratisch gesinnten Kriegsveteran Heitz getrennt haben.  
Bauer gründete die Zeitschrift Chromosoma und fungierte viele Jahre als deren Herausgeber. Das erste Heft erschien 1939. Im Jahr 1940 übernahm er in Nachfolge von Max Hartmann dessen Abteilung in Berlin-Dahlem. Die Kaiser-Wilhelm-Gesellschaft ernannte Bauer 1942 zum Wissenschaftlichen Mitglied. 
Wegen des Krieges wurde die Abteilung Bauer 1943 nach Hechingen ausgelagert, von wo sie 1948 nach Wilhelmshaven umsiedelte, in das neue Max-Planck-Institut für Meeresbiologie.  Bauer, 1950 zum Professor ernannt, wurde 1955 stellvertretender Direktor und 1961 Direktor des Instituts.
Der Senat der Max-Planck-Gesellschaft beschloss 1960, die Abteilung Bauer nach Tübingen zu verlegen, in die Nähe des dortigen Max-Planck-Institutes für Biologie. Die Adresse Meeresbiologie wurde beibehalten; doch Bauer stellte klar: „Die in der Abteilung durchgeführten Arbeiten beziehen sich ausnahmslos auf Fragen der Chromosomenforschung.“ Ab 1961 war Bauer Vorsitzender des Wissenschaftlichen Rates der Max-Planck-Gesellschaft. Die Akademie Leopoldina wählte ihn im Jahr 1964 zum Mitglied. 1961 wurde er mit der Schleiden-Medaille ausgezeichnet.

## Veröffentlichungen
- Die Feulgensche Nuklealfärbung in ihrer Anwendung auf cytologische Untersuchungen. In: Z. Zellf. 15/1932, S. 225–247.
- Die Speicheldrüsenchromosomen der Chironomiden. In: Die Naturwissenschaften. 23/1935, S. 475–476.
- Structure and arrangements of salivary gland chromosomes in Drosophila species. In: Proceedings of the National Academy of Sciences (USA). 22/1936, S. 216–222.
- Chromosomenstruktur (Hauptreferat). In: Archiv für experimentelle Zellforschung. 22/1938, S. 181–187.
- Die Chromosomenmutationen. In: Z. induktive Abstammungs- und Vererbungslehre. 76/1939, S. 309–322.
- Röntgenauslösung von Chromosomenmutationen bei Drosophila melanogaster, II: Die Häufigkeit des primären Bruchereignisses nach Untersuchungen am Ring-X-Chromosom. In: Chromosoma. 2/1942, S. 407–458.
- Eine neue Mutation, facet-notchoid, bei Drosophila melanogaster und die Deutung des Notch-Effektes. In: Z. induktive Abstammungs- und Vererbungslehre. 81/1943, S. 374–390.
- Auslösung von Polyploidie durch Kälte bei Drosophila melanogaster. In: Z. Naturforschung. 1/1946, S. 35–38.
- Genetische Wirkungen von kurzwelligen und Korpuskularstrahlungen. In: Boris Rajewsky Boris, Michael Schön (Hrsg.): Naturforschung und Medizin in Deutschland 1939–1946. Bd. 21: Biophysik. Dieterich, Wiesbaden 1947, S. 66–88.
- Die Spermatocytenteilungen der Tipuliden, III: Das Bewegungsverhalten der Chromosomen in Translokationsheterozygoten von Tipula oleracea. In: Chromosoma. 12/1961, S. 116–189.
- Die kinetische Organisation der Lepidopteren-Chromosomen. In: Chromosoma. 22/1967, S. 101–125.
- Rearrangements between germ-line limited and somatic chromosomes in Smittia parthenogenetica (Chironomidae, Diptera). In: Chromosoma. 32/1970, S. 1–10.
- Bauer Hans, Demerec M., Kaufmann B. P.: X-ray induced chromosomal alterations in Drosophila melanogaster. In: Genetics. 23/1938, S. 610–630.
- Bauer Hans und Lerche Witta: Die Auslösung von zygotisch-letalen Mutationen bei Phryne fenestralis durch Röntgenbestrahlung der Spermien. In: Chromosoma. 2/1943, S. 482–492.
- Bauer Hans und Beermann Wolfgang: Chromosomale Soma-Keimbahn-Differenzierung bei Chironomiden. In: Die Naturwissenschaften. 39/1952, S. 22–23.
- Bauer Hans und Beermann Wolfgang: Die Polytänie der Riesenchromosomen. In: Chromosoma. 4/1952, S. 630–648.
- Ullerich Fritz-Helmut, Bauer Hans, Dietz Roland: Geschlechtsbestimmung bei Tipuliden (Nematotocera, Diptera). In: Chromosoma. 15/1964, S. 591–605.